# Bat Lash
Bartolomew "Bat" Aloysius Lash è un personaggio western immaginario presente nell'Universo DC. Auto-proclamatosi pacifista, auto-proclamatosi signore, e giocatore d'azzardo, le avventure di Bat Lash furono pubblicate dalla DC Comics fin dal 1968.

## Origini del personaggio
Nel 1968, Carmine Infantino, ora nuovo direttore editoriale della DC Comics, e il suo editore, Joe Orlando, se ne uscirono con il nome e la premessa base del solitario la cui famiglia fu spazzata via da teppisti mordenti, e quindi fecero entrare Sheldon Mayer (ex editore DC e creatore di Sugar and Spike) e Sergio Aragonés così da sviluppare meglio il concetto. Shelly Mayer ne scrisse la prima comparsa (Showcase n. 76). Infantino affermò di averne riscritto gran parte, Il compito fu quindi assegnato ad Aragonés, dove Denny O'Neil preparò i dialoghi sulle trame di Aragonés, e Nick Cardy si occupò delle illustrazioni. I numeri furono prodotti in una variante del metodo del copione pieno. Prima, Aragonés creò una trama nella forma di un mini sketch, quindi O'Neil ne avrebbe scritto i dialoghi, e infine sarebbe giunta l'illustrazione di Cardy.

## Storia di pubblicazione
Bat Lash comparve nel 1968, in una pubblicità per una casa comparsa nel fumetto di Superman. Presentò una figura simile a un bandito, in silhouette, diretto al lettore con la frase "Bat Lash. Salverà il west o lo rovinerà?"
La prima storia pubblicata comparve in Showcase n. 76. Vide la presenza di un personaggio cattivello, un pacifico, uomo che odia la violenza attrarre guai ovunque andasse. Il dialogatore Dennis O'Neil riassunse "Fu un affascinante anti-eroe, o più vicino a un anti eroe per quanto fosse possibile nel fumetto - almeno come lo facemmo noi. Nelle movimentazioni successive, Bat Lash divenne un anti-eroe "villano". Sergio [Aragonés] ed io tentammo di renderlo più simile al criminale affascinante tradizionale. Bat aveva una coscienza rappresentata dai fiori che aveva sul proprio cappello che inevitabilmente lanciava via ogni volta che faceva qualcosa che lo innervosiva".
Una serie personale per Bat Lash durò sette numeri. Anche se l'editore di produzione Carmine Infantino affermò che vendette bene in Europa, le vendite negli Stati Uniti non furono sufficienti a sostenere la continuazione della serie. O'Neil mise questa cosa in discussione, rimarcando che le vendite erano "sempre" la ragione per la cancellazione di una serie all'epoca, e che aveva ragione di credere che non fu il caso di Bat Lash. Il personaggio e la serie omonima furono riconosciuti dall'industria, inclusi nel 1968 e nel 1969 l'Alley Award per il Miglior Fumetto Western.
Bat Lash comparve in numerose altre serie dopo la sua cancellazione in alcuni numeri di Weird Western Tales, e altri fumetti. Ebbe una storia in DC Special Series n. 16 e una breve storia di rinforzo in Jonah Hex n. 49 e i n. 51 e 52 nel 1981. Comparve in una linea temporale alternativa in Justice League Europe Annual n. 2, scritta nel 1991. Un vecchio Crimson Fox, tramite un incidente del viaggio temporale, comparve nel mezzo di una partita a carte, permettendo a Bat Lash di salvarsi (e salvare lei) dallo stesso imbroglio di Bat. Durante l'inseguimento, Bat incontrò una "Miss Sally" che disse di non aver visto Bat per mesi.
Una mini serie del 1998, "Guns of the Dragons", ambientato nella Cina del 1927, vide allearsi un vecchio Bat Lash con Biff Bradley e Enemy Ace in un'avventura che li spedì a Dinosaur Island.
Nel 2006, gli scrittori Jimmy Palmiotti e Justin Gray scrissero Lash in Jonah Hex n. 3. Per l'Halloween del 2007, Bat Lash cavalcò con Jonah Hex per salvare Lazarus Lane, il corpo ospite di El Diablo in Jonah Hex n. 24. Comparve poi in Jonah Hex n. 70.
Nel 2008, Bat Lash comparve in un titolo individuale, di sei numeri pubblicata dalla DC Comics, scritto da Aragonés, con dialoghi scritti dall'acclamato scrittore di romanzi western Peter Brandvoid, illustrato da John Severin e la copertina fu di Walt Simonson. Fu ristampato in raccolta come Bat Lash: Guns and Roses nel 2008.
In Weird Western Tales n. 71, un collegamento a La notte più profonda, Bat Lash fu rianimato come membro del Corpo delle Lanterne Nere, insieme alle Lanterne Nere Jonah Hex e Sculphunter.
Bat Lash è uno dei sei eroi DC a comparire nel romanzo grafico del 2012 di Walt Simonson "The Judas Coin".

## In altri media
- Bat Lash comparve nell'episodio "Ritorno al passato" della serie Justice League Unlimited, doppiato in originale da Ben Browder. Qui, si alleò con Pow Wow Smith, El Diablo, Jonah Hex, Wonder Woman, Lanterna Verde e Batman per fermare Tobias Manning. Fu raffigurato come un perdigiorno di buone maniere, anche se sempre con una striscia maliziosa. In questa incarnazione, il dialogo di Lash fu cosparso liberamente da sagge frasi di suo padre ("mio padre diceva sempre...") che insieme alle sue abilità di baro e al suo atteggiamento rilassato, si riferiva direttamente a Maverick, la leggera serie western che, come Justice League Unlimited, fu prodotta dalla Warner Bros.
- Durante il talk show Conan, Conan O'Brien discusse con Peter Girardi (Direttore Creativo della Warner Bros. Animation) a proposito di personaggi DC che "fanno schifo". Uno dei personaggi di cui si discusse fu Bat Lash[6].
- In Westerner, una canzone del 2012 della band electro-rock Judge Rock, Bat Lash comparve insieme a Jonah Hex e altri personaggi della Crisi sulle Terre infinite. Nella canzone, Bat fu descritto come un "affascinante donnaiolo, un tiratore scelto, gentiluomo solitario" in attesa dell'arrivo degli alieni, come nel n. 3 del fumetto.

## Fonti accessorie
- Intervista a Sergio Aragonés Comic Book Artists n. 1
- Carmine Infantino, Amazing World of Carmine Infantino